# Nuoto ai Giochi della XVIII Olimpiade - 100 metri farfalla femminili
La competizione dei 100 metri farfalla femminili di nuoto ai Giochi della XVIII Olimpiade si è svolta nei giorni 14 al 16 ottobre 1964 allo Yoyogi National Gymnasium di Tokyo.

## Programma
| Data            | Round        | Note                                |
| --------------- | ------------ | ----------------------------------- |
| 14 ottobre 1964 | 5 Batterie   | I migliori 16 tempi alle semifinali |
| 15 ottobre 1964 | 2 Semifinali | I migliori 8 tempi alla finale      |
| 16 ottobre 1964 | Finale       |                                     |

## Risultati

### Batterie
| Pos. | Atleta         | Nazione       | Tempo  | Posizione finale |
| ---- | -------------- | ------------- | ------ | ---------------- |
| 1    | Kathleen Ellis | Stati Uniti   | 1'07"8 | 3                |
| 2    | Eiko Takahashi | Giappone      | 1'08"4 | 6                |
| 3    | Judy Gegan     | Gran Bretagna | 1'10"8 | 16               |
| 4    | Adrie Lasterie | Paesi Bassi   | 1'11"2 | 18               |
| 5    | Linda McGill   | Australia     | 1'11"7 | 22               |
| 6    | Ursel Brunner  | Germania      | 1'13"6 | 26               |
| 7    | Molly Tay      | Malaysia      | 1'23"0 | 30               |

| Pos. | Atleta              | Nazione       | Tempo  | Posizione finale |
| ---- | ------------------- | ------------- | ------ | ---------------- |
| 1    | Donna de Varona     | Stati Uniti   | 1'07"5 | 2                |
| 2    | Mary Anne Cotterill | Gran Bretagna | 1'09"4 | 8                |
| 3    | Mary Stewart        | Canada        | 1'09"9 | 10               |
| 4    | Kimiko Sato         | Giappone      | 1'10"6 | 15               |

| Pos. | Atleta             | Nazione          | Tempo  | Posizione finale |
| ---- | ------------------ | ---------------- | ------ | ---------------- |
| 1    | Ada Kok            | Paesi Bassi      | 1'07"8 | 3                |
| 2    | Eila Pyrhönen      | Finlandia        | 1'07"9 | 5                |
| 3    | Marianne Humeniuk  | Canada           | 1'09"5 | 9                |
| 4    | Márta Egerváry     | Ungheria         | 1'10"3 | 11               |
| 5    | Tetjana Dev"jatova | Unione Sovietica | 1'11"1 | 17               |
| 6    | Jenny Wood         | Rhodesia         | 1'11"3 | 21               |
| 7    | Ann Lallande       | Porto Rico       | 1'17"1 | 29               |

| Pos. | Atleta              | Nazione          | Tempo  | Posizione finale |
| ---- | ------------------- | ---------------- | ------ | ---------------- |
| 1    | Sharon Stouder      | Stati Uniti      | 1'07"0 | 1                |
| 2    | Ute Noack           | Germania         | 1'09"2 | 7                |
| 3    | Valentyna Jakovleva | Unione Sovietica | 1'11"2 | 18               |
| 4    | Helen Kennedy       | Canada           | 1'11"2 | 18               |
| 5    | Hiroko Saito        | Giappone         | 1'13"1 | 24               |
| 6    | Gillian de Greenlaw | Australia        | 1'14"8 | 28               |
| 7    | Margaret Harding    | Porto Rico       | 1'23"7 | 31               |

| Pos. | Atleta              | Nazione       | Tempo  | Posizione finale |
| ---- | ------------------- | ------------- | ------ | ---------------- |
| 1    | Glenda Phillips     | Gran Bretagna | 1'10"3 | 11               |
| 2    | Anna Maria Cecchi   | Italia        | 1'10"3 | 12               |
| 3    | Heike Hustede-Nagel | Germania      | 1'10"5 | 14               |
| 4    | Silvia Belmar       | Messico       | 1'12"1 | 23               |
| 5    | María Ballesté      | Spagna        | 1'13"1 | 24               |
| 6    | Jan Turner          | Australia     | 1'14"4 | 27               |

### Semifinale
| Pos. | Atleta            | Nazione       | Tempo  | Posizione finale |
| ---- | ----------------- | ------------- | ------ | ---------------- |
| 1    | Sharon Stouder    | Stati Uniti   | 1'05"6 | 1                |
| 2    | Ada Kok           | Paesi Bassi   | 1'05"9 | 2                |
| 3    | Eila Pyrhönen     | Finlandia     | 1'07"9 | 6                |
| 4    | Marianne Humeniuk | Canada        | 1'09"2 | 9                |
| 5    | Ute Noack         | Germania      | 1'09"3 | 10               |
| 6    | Glenda Phillips   | Gran Bretagna | 1'10"6 | 14               |
| 7    | Márta Egerváry    | Ungheria      | 1'10"7 | 15               |
| 8    | Kimiko Sato       | Giappone      | 1'11"2 | 16               |

| Pos. | Atleta              | Nazione       | Tempo  | Posizione finale |
| ---- | ------------------- | ------------- | ------ | ---------------- |
| 1    | Kathleen Ellis      | Stati Uniti   | 1'07"2 | 3                |
| 2    | Donna de Varona     | Stati Uniti   | 1'07"7 | 4                |
| 3    | Eiko Takahashi      | Giappone      | 1'07"8 | 5                |
| 4    | Mary Stewart        | Canada        | 1'08"6 | 7                |
| 5    | Heike Hustede-Nagel | Germania      | 1'08"8 | 8                |
| 6    | Mary Anne Cotterill | Gran Bretagna | 1'09"4 | 11               |
| 7    | Anna Maria Cecchi   | Italia        | 1'10"4 | 12               |
| 8    | Judy Gegan          | Gran Bretagna | 1'10"5 | 13               |

### Finale
| Pos.    | Atleta              | Nazione     | Tempo  |
| ------- | ------------------- | ----------- | ------ |
| Oro     | Sharon Stouder      | Stati Uniti | 1'04"7 |
| Argento | Ada Kok             | Paesi Bassi | 1'05"6 |
| Bronzo  | Kathleen Ellis      | Stati Uniti | 1'06"0 |
| 4       | Eila Pyrhönen       | Finlandia   | 1'07"3 |
| 5       | Donna de Varona     | Stati Uniti | 1'08"0 |
| 6       | Heike Hustede-Nagel | Germania    | 1'08"5 |
| 7       | Eiko Takahashi      | Giappone    | 1'09"1 |
| 8       | Mary Stewart        | Canada      | 1'10"0 |